# 写メール
写メール（シャメール）は、ソフトバンク（開始当時はJ-PHONE、その後ソフトバンクに買収）の電子メールにおける画像送受信サービスの名称、および同社の登録商標（第4632735号）。一般に「写メ」と略され、やがてキャリアを問わず携帯電話で画像を送ることを指す言葉となった。

## 概要
元々J-PHONEのメールサービス「ロングメール」では画像の添付が可能だった。これを利用して、カメラ付き携帯電話で撮影した画像を電子メールに添付出来るようにしたサービスが、写真付きメールである。
2000年11月に初の内蔵型カメラ付き携帯電話であるシャープ製「J-SH04」が発売された。翌年の2001年夏季キャンペーンより「写真付き写メール」という名称を付けたところ大ヒットとなった。正確には、もともとはサービス名として開発したものではなく、キャンペーンワードとして打ち出したものが、後にサービス名として定着した。その後も、三洋、ノキア、東芝、三菱等が相次いでカメラ付き機種を投入した。
業界に大きなインパクトを与え、これによりJ-フォンの市場占有率は大きく上昇し、2001年から2002年にかけてNTTドコモは「iショット」、KDDIのauは「フォトメール」として同様のサービスを追従展開している。現在では、携帯電話のカメラ機能は、国内で販売される携帯電話端末の標準的な機能となった（法人向け端末では、機密保持の観点からカメラ機能を搭載しない場合もある）。
また端末開発メーカーであるシャープは、これ以前よりJ-フォンやNTTドコモ向けに端末の供給を行っていたが、市場占有率は低迷し、携帯電話機に関しては弱小メーカーの1つに過ぎなかった。しかし同機能のヒットは、シャープの携帯電話機市場占有率を大きく伸ばす原動力となった。
ボーダフォン日本法人時代、ヨーロッパ各国のボーダフォン（Vodafone）でも、日本の写真付きメールキャンペーンの成功を受けて、"Picture Messaging"キャンペーンが展開されるなど、世界的に影響を及ぼしたビジネスコンセプトとなった。
俗語では「写メ(シャメ)」等と略され、他社が提供する電子メールにおける画像送受信サービスや、メール送受信に関係なく携帯電話で撮影した写真そのものや撮影行為自体も「写メ」と呼ばれることがある。